# Università di Montpellier
L'Università di Montpellier (in francese: Université de Montpellier) è una storica accademia universitaria presente fin dal medioevo nella città francese (nella regione Linguadoca-Rossiglione).
Fondata nel 1289, fu costantemente attiva fino al 1789, e poi dal 1896 al 1970, anno in cui venne divisa in tre distinti nuclei accademici. Nel 2015 i tre istituti sono stati nuovamente accorpati in un'unica università che conta circa quarantamila studenti.

## Storia

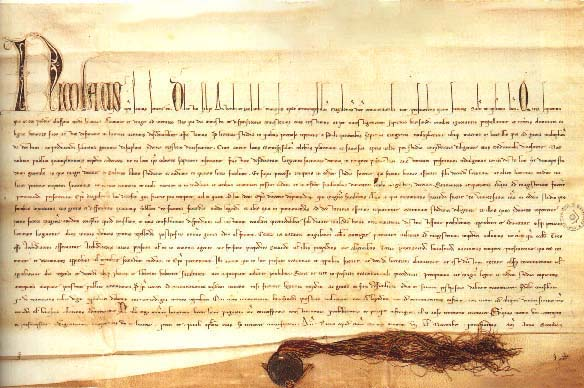
Bolla di fondazione dell'Università di Montpellier da parte di Papa Niccolò IV (1289).

La nascita dell'università di Montpellier è fissata al 26 ottobre 1289, data della bolla Quia Sapientia di papa Niccolò IV. La storia è tuttavia molto più antica in quanto la bolla papale determinava l'unione di parecchie scuole superiori nate o presenti a Montpellier nel corso del XII secolo. Tra queste, la scuola di medicina, costituita sul modello di quella salernitana, era attestata già nel 1150 e aveva ricevuto lo statuto dal signore di Montpellier Guglielmo VIII nel 1181. Allo stesso periodo risale la scuola di diritto, la quale ebbe tra i suoi maestri il glossatore italiano Piacentino venuto da Bologna attorno al 1170; la scuola insegnò particolarmente diritto romano ed ebbe numerosi allievi provenienti dall'Italia. Nel 1242, il vescovo di Maguelone, cancelliere delle scuole, aveva conferito i primi statuti alla scuola delle arti liberali. La scuola di teologia restò indipendente fino a una decisione pontificia del 1421 che l'annesse alla scuola di diritto.
In epoca medievale l'università godette di grande prestigio, particolarmente per la scuola medica che, avendo potuto avvalersi degli scambi culturali col mondo arabo ed ebraico attraverso la Spagna e l'Italia, accolse studenti di tutta Europa; fra gli esponenti più illustri: Arnaldo da Villanova e Guy de Chauliac. La scuola delle arti liberali declinò fin dal XIII secolo: divenne una semplice scuola municipale il cui rettore era scelto dai consoli della città.
Come tutte le università francesi, anche quella di Montpellier fu soppressa nel 1793 per essere sostituita da un sistema di scuole centrali e di scuole speciali. Ma già nel 1794 venne ristabilita la scuola di medicina di Montpellier, assieme a quelle di Parigi e Strasburgo. Il 21 germinale dell'anno XI (11 aprile 1803) Napoleone istituì una scuola di farmacia a Montpellier; nel Montpellier divenne università imperiale e nel 1810 venne creata la facoltà di scienze naturali; bisognò aspettare invece il 1878 perché fosse ristabilita la facoltà di diritto.

## Articolazioni
Nel 1970 l'Università di Montpellier fu soppressa dando origine a tre diverse università:
- Università Montpellier 1
- Università Montpellier 2
- Università Paul Valéry (o Università Montpellier 3)

### Université Montpellier Sud de France
Un decreto del 9 giugno 2009 prevede tuttavia che le tre università siano nuovamente riunite per dare origine ad un PRES (Pôle de recherche et d'enseignement supérieur) che sarà denominato « Université Montpellier Sud de France ».